# Eucera bakeri
Eucera bakeri là một loài Hymenoptera trong họ Apidae. Loài này được Timberlake mô tả khoa học năm 1973.